# الدكتور كين (مسلسل)
الدكتور كين (بالإنجليزية: Dr. Ken) مسلسل كوميدي أمريكي، بطولة وإعداد كين جونغ. بدأ تصوير المسلسل في 7 مايو، 2015، وعرض على قناة «ABC» في 2 أكتوبر، 2015. في 20 أكتوبر، 2015، طلبت فناة "ABC" موسماً كاملاً من 22 حلقة. وفي 12 مايو، 2016، جُدد المسلسل لموسم ثاني.

## الممثليين والشخصيات

### شخصيات رئيسية
- كين جونغ بدور الدكتور. كيندريك «كين» بارك.[7] دكتور مقيم يعمل في مجموعة ويلتوبيا الطبية.
- سوزي ناكامورا بدور الدكتورة. اليسون بارك.[7] طبيبة نفسانية وزوجة الدكتور كين.
- تيشا كامبل مارتن بدور دامونا واتكنس.[7] مديرة مكتب تعمل مع الدكتور كين في مجموعة ويلتوبيا الطبية.
- جوناثان سلافن بدور كلارك ليزلي بيفرز.[7] ممرض يعمل مع الدكتور كين في مجموعة ويلتوبيا الطبية.
- البيرت تساي بدور ديف بارك.[7] ابن كين الصغير ذو العشر سنين.
- كريستا ماري يو بدور مولي بارك.[7] ابنة كين المراهقة.
- كيت سيميز بدور الدكتورة. جولي دابز.[7]
- ديف فولي بدور بات هاين.[7] مدير كين في مجموعة ويلتوبيا الطبية.

### شخصيات ثانوية
- ماركيس راي بدور خوان-خوليو.
- دانا لي والد الدكتور كين.
- اليكسيس ري بدور إن-سوك بارك والدة الدكتور كين.الممثل كين جونغ بطل المسلسل.

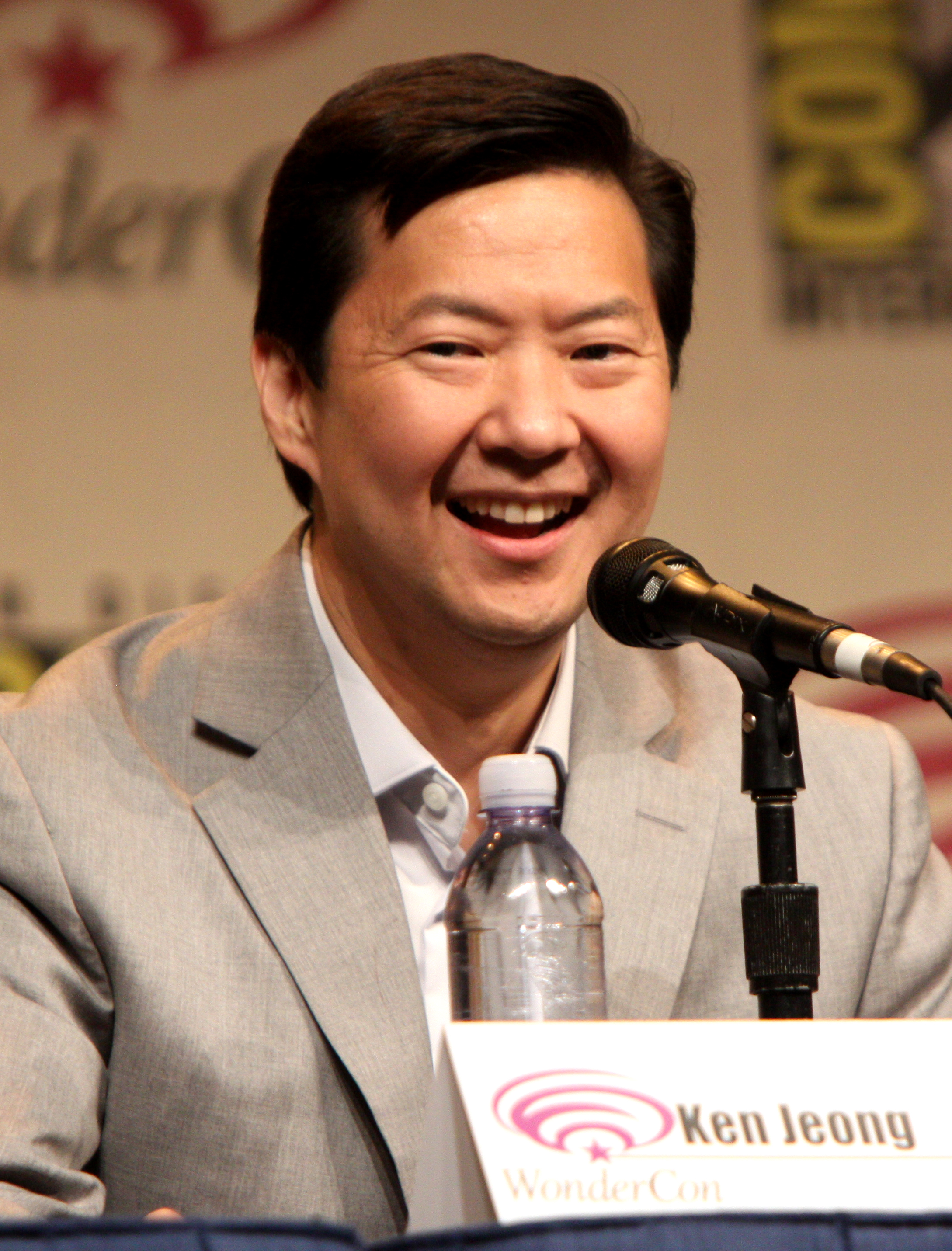
الممثل كين جونغ بطل المسلسل.

## الحلقات

### نظرة عامة
| الموسم | الموسم | عدد الحلقات | تاريخ البث الأصلي | تاريخ البث الأصلي |
| الموسم | الموسم | عدد الحلقات | بث لأول مرة       | آخر بث            |
| ------ | ------ | ----------- | ----------------- | ----------------- |
|        | 1      | 22          | 2 أكتوبر، 2015    | 22 أبريل، 2016    |
|        | 2      | غ/م         | 2017              | غ/م               |

### الموسم الأول: 2015-2016
عرض الموسم الأول في 2 أكتوبر، 2015، وتكون من 22 حلقة. عرضت الحلقة الاخيرة من الموسم الأول في 22 أبريل، 2016.

### الموسم الثاني: 2017
في 12 مايو، 2016، جُدد المسلسل لموسم ثاني سيعرض في 2017.

## الإستقبال
حصل المسلسل على انتقادات سلبية من نقاد التلفاز، إذ أعطاه موقع الطماطم الفاسدة تصنيف 7% بمعدل 2.5/10. كما حصل على تصنيف 26 من 100، على موقع ميتاكرتكس.

## وصلات خارجية
- الموقع الرسمي
- الدكتور كين على موقع IMDb (الإنجليزية)
- الدكتور كين على موقع ميتاكريتيك (الإنجليزية)
- الدكتور كين على موقع روتن توميتوز (الإنجليزية)
- الدكتور كين على موقع كينوبويسك (الروسية)
- الدكتور كين على موقع ألو سيني (الفرنسية)
- الدكتور كين على موقع قاعدة بيانات الفيلم (الإنجليزية)